# Nurzaniec śrubowy

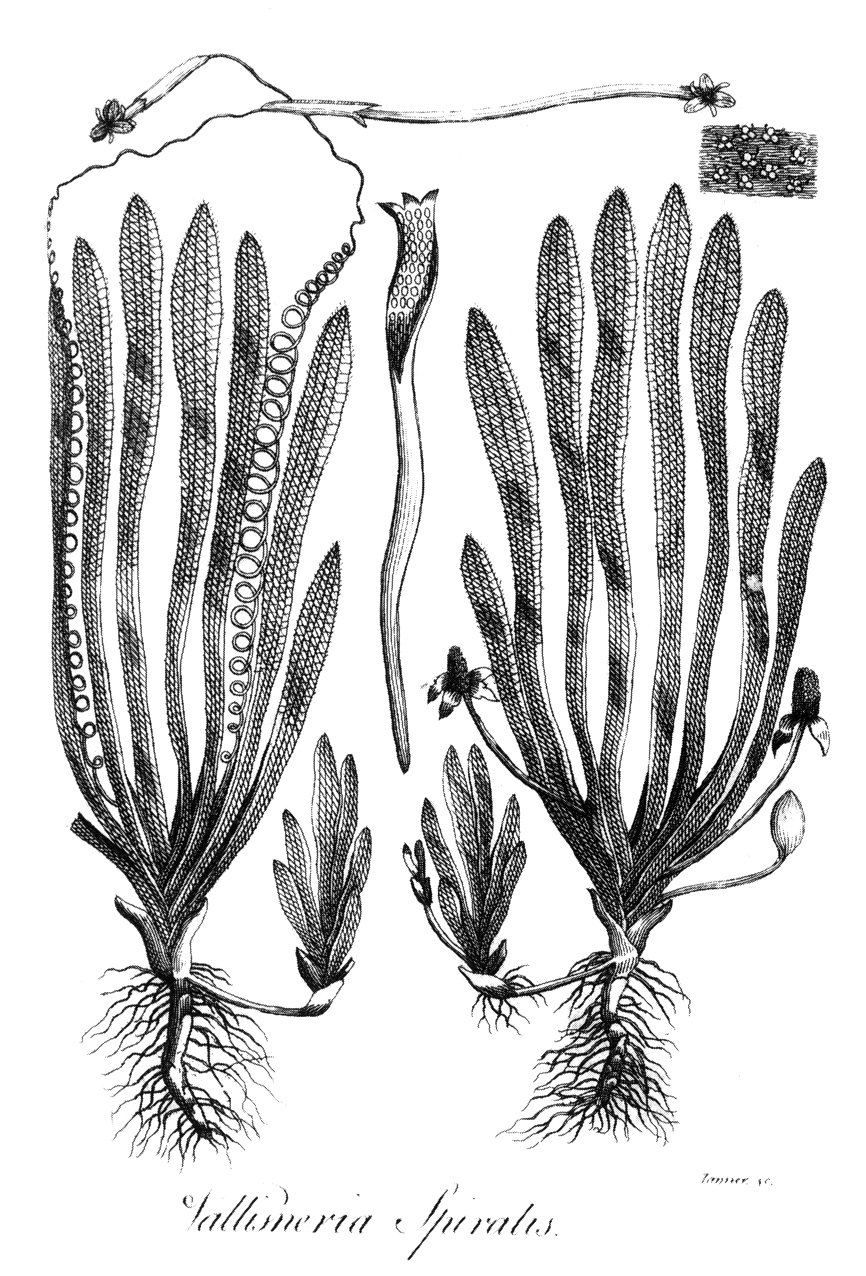
Osobnik żeński i męski według rysunku Erasmusa Darwina

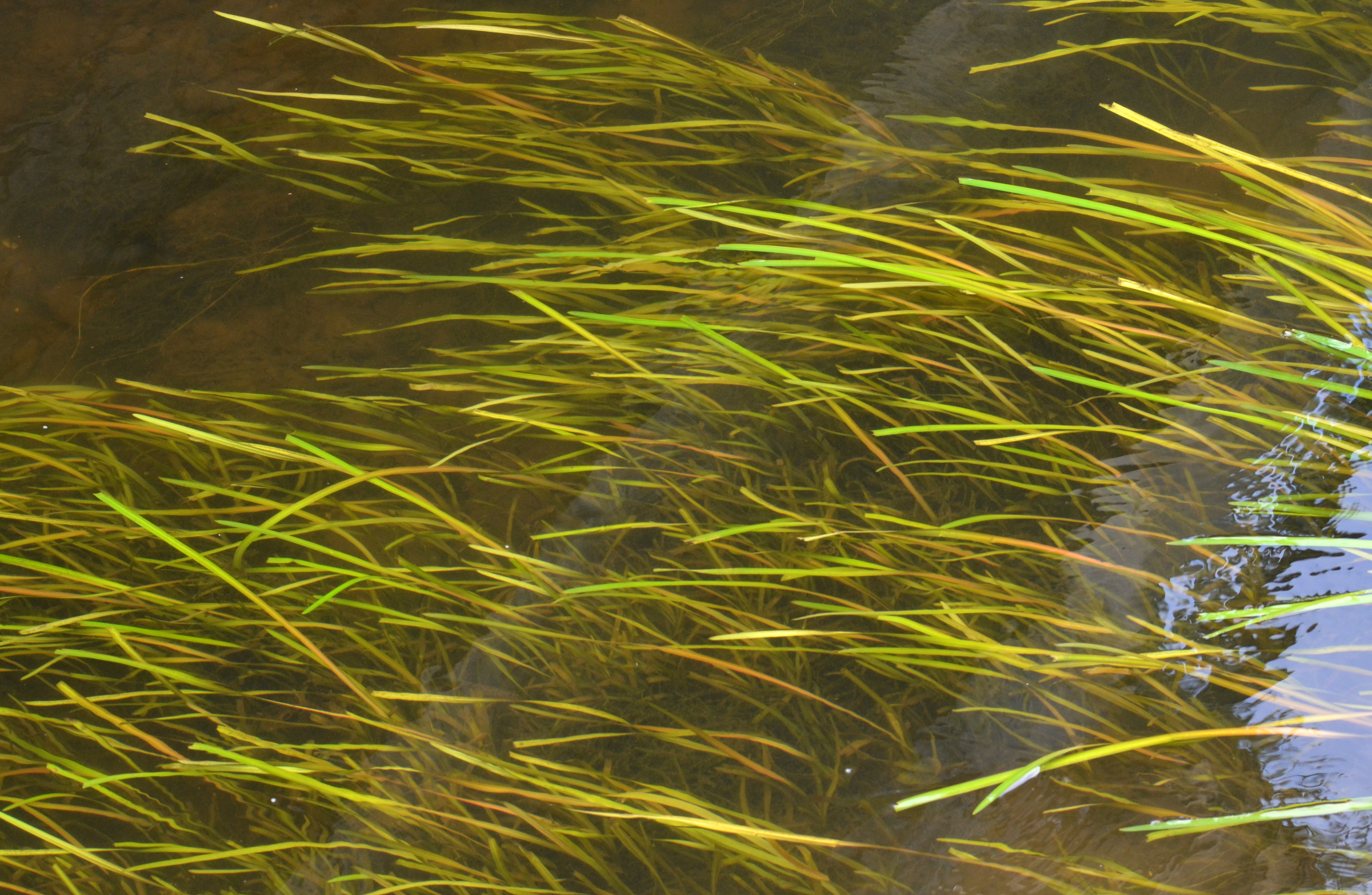
Nurzaniec śrubowy w rzece

Nurzaniec śrubowy (Vallisneria spiralis L.) – gatunek typowy rośliny z rodzaju Vallisneria L. z rodziny żabiściekowatych (Hydrocharitaceae). Jest gatunkiem kosmopolitycznym w wodach słodkich w strefie klimatu tropikalnego i ciepłego umiarkowanego. W wielu miejscach świata zawleczony i inwazyjny. W Europie Środkowej, w tym w Polsce, stwierdzony został w zbiornikach zanieczyszczonych termicznie.
Gatunek wykorzystywany jest od dziesięcioleci jako ceniona roślina akwariowa, a ze względu na tolerancję i wiązanie zanieczyszczeń jest rośliną zalecaną do stosowania w fitoremediacji.

## Rozmieszczenie geograficzne
W warunkach naturalnych występuje w płytkich wodach śródlądowych klimatu subtropikalnego i tropikalnego Afryki Północnej oraz Europy Południowej i Azji Południowej (od Portugalii i południowej Francji po Filipiny). W przypadku wyodrębnienia odmiany V. spiralis var. denseserrulata w randze odrębnego gatunku zasięg Vallisneria spiralis kończyłby się na wschodzie na krajach Bliskiego Wschodu. Gatunek inwazyjny w Ameryce Środkowej, Nowej Zelandii, na Hawajach i Nowej Kaledonii. W Europie na północ od strefy śródziemnomorskiej, w tym w Polsce, południowej Wielkiej Brytanii, Belgii, Holandii i Rosji. Podawany był także z Kanady, ale po weryfikacji okazało się, że błędnie (stwierdzono tam nurzańca amerykańskiego, gatunek który wyodrębniono stosunkowo niedawno). Podawany był również z wielu stanowisk w Stanach Zjednoczonych, przy czym stwierdzenia z okresu XX wieku również nie dotyczą tego gatunku, lecz jego amerykańskiego odpowiednika, a przedstawiciele wąsko ujmowanego gatunku nurzańca śrubowatego są tam odnajdowani dopiero od niedawna. Od roku 2013 nurzaniec śrubowy podawany jest także jako gatunek trwale zadomowiony na Islandii, gdzie występuje w zbiornikach z ciepłą wodą pochodzenia geotermalego.  Oczekuje się, że zasięg geograficzny tego gatunku zwiększy się ze względu na zmiany środowiska sprzyjające jego inwazji opisane niżej.

## Morfologia
PokrójElodeid, wodny hemikryptofit. Zanurzona roślina dwupienna. Liście odziomkowe, osadzone na krótkiej, pionowo wzniesionej łodydze wyrastającej z pełzającego kłącza, tworzą rozetkę. Z kłącza wyrastają grube, okrągłe na przekroju rozłogi o długości do 10 cm. Korzenie długie (do 40 cm) i liczne.
LiścieRównowąskie jasnozielone, niekiedy występuje czerwonawy nalot. Dorastają zwykle do ok. 50 cm, czasem do 90 cm długości i 1,5–2 cm szerokości. W obrębie rodzaju osiągają jedną z większych długości i przeciętną szerokość. U nasady opatrzone w pochwę, wewnątrz z kanałami powietrznymi oraz z 3 do 9 równoległymi żyłkami. Żyłki widoczne, łączą się cienkimi wiązkami poprzecznymi i zbiegają ku sobie w miarę zbliżania się do wierzchołka, tylko wiązka centralna sięga do szczytu liścia. Liście na końcach niezaostrzone. W warunkach naturalnych na liściach, a zwłaszcza ich częściach szczytowych, wytrącany jest węglan wapnia, jako efekt uboczny procesów biologicznych samego nurzańca, jak i porastających go glonów, co zwiększa suchą masę. Na terenie Stanów Zjednoczonych spotykana jest forma o liściach skręconych. Czasem podawane jest, że jego liście są bardziej skręcone niż nurzańca amerykańskiego, ale zasadniczo są stosunkowo płaskie, co najwyżej nieco falowane.
KwiatyBiałe. Zebrane w kwiatostany otulone pochwami. Te z kwiatami męskimi są niewielkie (do 6 mm długości), wyrastają na krótkich szypułkach (do 2–3 cm) w kątach liści u nasady roślin. Taki rozmiar szypułki jest przeciętny w obrębie rodzaju. Kwiaty męskie, bardzo licznie skupione w kwiatostanie, mają poniżej 1 mm średnicy i dwa, zrośnięte tylko u nasady pręciki, nieowłosione (czym różnią się m.in. od gatunków amerykańskich i niektórych azjatyckich). Gdy kwiaty te dojrzeją, odłamują się i wypływają na powierzchnię wody, na której unoszą się na rozpostartych listkach okwiatu. Listki okółka zewnętrznego są asymetryczne – dwa są większe, owalne i niemal naprzeciwległe, trzeci jest drobny i ustawiony z boku. Listki okółka wewnętrznego są bardzo drobne. Kwiaty żeńskie wyrastają pojedynczo w zrośniętej rurkowato pochwie o długości 1–2 cm, na szczycie dwudzielnej, co bywa określane jako jednokwiatowe kwiatostany. Kwiaty te osadzone są na bardzo długiej szypułce, tak, że sięgają powierzchni wody. Ponad pochwę wystają trzy jajowate i trwałe listki zewnętrznego okółka okwiatu, osiągające do 4 mm długości i 2 mm szerokości. Listki okółka wewnętrznego są – podobnie jak w kwiatach męskich – bardzo drobne, łuskowate. Zalążnia dolna jest wydłużona, ma 1,5 do 2,5 cm długości i zawiera od 200 do 450 zalążków. Trzy słupki rozdzielają się widlasto na końcu i zakończone są owłosionymi znamionami. W kwiatach żeńskich występują zrośnięte ze słupkami 3 walcowate prątniczki, których wolna część odstaje poniżej górnej krawędzi sąsiedniego znamienia. Od momentu zapłodnienia rozwój szypułki postępuje szybko i nierównomiernie. Wydłużając się i skręcając wprowadza tworzący się owoc pod wodę.
OwoceCylindryczne i długie do 20 cm, żółtozielone. O jajowatym przekroju, bez skrzydełek. Zawierają bardzo liczne, gładkie, nieoskrzydlone nasiona o długości 1,5–3 mm. Roznoszone przez wodę (hydrochoria).

## Biologia
Bylina kwitnąca przez większą część roku ze szczytem w październiku. Czasem intensywne kwitnienie występuje również pod koniec kwietnia. Oznacza to, że pod względem fotoperiodyzmu nurzaniec śrubowy jest raczej rośliną krótkiego dnia. Po dojrzeniu kwiatostanów męskich pochwy rozchylają się u góry i odrywające się kwiaty męskie wypływają na powierzchnię sukcesywnie przez 2–3 dni, począwszy od najwyżej rosnących w kwiatostanie. Kwiaty te po dotarciu do powierzchni wody powoli się otwierają wznosząc w górę zrośnięte pręciki i unosząc się na powierzchni wody na rozpostartym okwiecie. Również pływający na powierzchni wody, ale zakotwiczony na szypułce kwiat żeński pokryty jest włoskami, dzięki którym nie jest zwilżany przez wodę i tworzy na jej powierzchni niewielki, wgłębiony menisk o średnicy ok. 15 mm. Zagłębienie powierzchni wody odgrywa istotną rolę podczas zapylenia, powoduje bowiem ześlizgiwanie się kwiatów męskich w stronę kwiatu żeńskiego i pochylanie ich w taki sposób, że pyłek z pylników trafia bezpośrednio na znamię. Zanurzający się z czasem kwiat żeński tworzy wokół siebie niewielki pęcherzyk powietrza, w którym często zamykane są przylegające do niego kwiaty męskie. W miarę zmniejszania się pęcherzyka kwiaty męskie są coraz silniej przyciskane do znamion. Taki typ zapylenia znany jest jedynie z rodziny żabiściekowatych. U nurzańców występuje jego podtyp (znany jako III B), w którym zarówno pyłek, jak i znamię cały czas pozostają suche.
Różni autorzy podają dla nurzańca śrubowego różną liczbę chromosomów, zwykle wielokrotność 10. Wynika to nie tylko z możliwej poliploidii, ale również ma na to wpływ aneuploidia dość często obserwowana u tego gatunku.
Prowadzi fotosyntezę typu CAM. Na jej potrzeby asymiluje węgiel nieorganiczny w postaci jonów HCO−3. Potrafi też asymilować rozpuszczony w wodzie CO2. Podnoszenie jego stężenia w wodzie zwiększa tempo fotosyntezy u nurzańca śrubowego, podczas gdy u nurzańca amerykańskiego zjawisko takie nie zachodzi.

## Ekologia
Nurzaniec śrubowy jest gatunkiem ciepłolubnym rosnącym w wodach stojących lub wolno płynących, na głębokości do ok. 5 m (w wyjątkowo czystych jeziorach Nowej Zelandii stwierdzony został na głębokości 9 m). W wodach płynących stwierdzany do prędkości nurtu sięgającej 0,8 m/s. Występuje na podłożu mulistym, piaszczystym i żwirowym. W Europie Środkowej w zależności od warunków mikroklimatycznych zimuje w stanie wegetatywnym lub zamiera na zimę, rozpoczynając wzrost wczesną wiosną.
Często rozmnaża się bezpłciowo przez tworzenie rozłogów, tworząc łany będące jednym genetem. W ten sposób potrafi szybko opanować zbiornik wodny bez potrzeby przechodzenia cyklów rozmnażania płciowego. Zasiedlanie nowych stanowisk jest ułatwione również przez to, że intensywnie rozwija się jesienią, kiedy rodzime gatunki makrofitów zamierają lub przechodzą w stan spoczynku zimowego. Cechy te sprawiają, że może być sprawnym gatunkiem inwazyjnym. W niektórych regionach inwazji występują jedynie osobniki jednej płci lub mimo mieszanych populacji nie zaobserwowano w ogóle tworzenia nasion.
W miejscach masowego występowania i kwitnienia, unoszące się na powierzchni wody kwiaty męskie bywają spychane przez wiatr tworząc wzdłuż brzegów szeroki na kilka metrów śnieżnobiały kobierzec unoszący się na wodzie.
Ciała nurzańca śrubowego są siedliskiem wielu organizmów peryfitonowych, tak glonów z epifitycznego zbiorowiska Oedogonio-Epithemietum, jak i pierwotniaków czy wrotków.

### Fitosocjologia
W warunkach środkowej i wschodniej Europy współtworzy zbiorowisko roślinne Potamo perfoliati-Vallisnerietum spiralis Losev et Golub 1987. W zachodniej Europie natomiast podawany jest jako wskaźnik zbiorowisk ze związku Ranunculion fluitantis (typowych dla tzw. rzek włosienicznikowych).

### Inwazyjność
Wysoka inwazyjność nurzańca śrubowego wynika z wydajnego rozmnażania wegetatywnego, wysokiego tempa produkcji biomasy oraz dużej popularności wśród akwarystów. Inwazji tego gatunku w strefie klimatu umiarkowanego sprzyjać mają zmiany klimatu. Spodziewać się należy rozprzestrzenienia tego gatunku w wodach środkowej Europy w przypadku wzrostu średnich temperatur rocznych o 1–2 °C. Ze względu na lepsze od swojego wikarianta – nurzańca amerykańskiego – znoszenie zakwaszania wód związanego ze wzrostem poziomu dwutlenku węgla, przypuszcza się również, że może go wypierać z naturalnych stanowisk. Na obszarach, gdzie dokonuje inwazji jest przybyszem kłopotliwym do zwalczania – należy do makrofitów najbardziej odpornych na działanie herbicydów.
W Polsce pojawił się w latach 90. XX w. w kilku jeziorach, do których wprowadzane są wody chłodnicze Zespołu Elektrowni Pątnów-Adamów-Konin. W przypadku Jeziora Licheńskiego, którego wody są zanieczyszczone termicznie w największym stopniu (temperatura wody często przekracza 20 °C, a czasami 30 °C, nawet jesienią i wiosną zaś wynosi kilkanaście °C) niemal wyparł inne hydrofity. W mniejszych zagęszczeniach występuje w pozostałych jeziorach zespołu – Pątnowskim, Wąsoskim i Mikorzyńskim. Sięga tam głębokości 2,5 m. Populacja zasiedlająca te jeziora budowana jest jedynie przez osobniki z kilku klonów żeńskich.

### Wpływ inwazji na ekosystem
Ze względu na wymienione wyżej cechy nurzaniec śrubowy jest w stanie zdominować fitolitoral. Oprócz wypierania rodzimych gatunków makrofitów i zmniejszania bioróżnorodności, ma to wpływ również na warunki abiotyczne. W płytkich jeziorach, których wody w normalnych warunkach ulegają częstemu mieszaniu, gęsta populacja nurzańca zajmująca niemal całą głębokość zbiornika może znacznie osłabić mieszanie wód litoralu, co nie tylko spowalnia krążenie materii, ale zmienia też warunki termiczne.
Płaty nurzańca śrubowego w warunkach inwazyjnych okazują się dogodnym siedliskiem dla rodzimych bezkręgowców. Według badań z lata 2004 r. w jeziorach konińskich fauna wrotków zasiedlających wielogatunkowe płaty liczyła 82 gatunki, podczas gdy jednogatunkową agregację nurzańca zasiedlało tylko o pięć gatunków mniej. Oba zaś typy roślinności są pod tym względem stosunkowo bogate gatunkowo. W badaniach w następnych latach stwierdzono więcej gatunków, wśród nich 6 dotąd nieznanych w polskiej faunie i kilka bardzo w niej rzadkich. Gatunki te znaleziono jedynie w jednogatunkowych płatach, co sugeruje, że są związane właśnie z nurzańcem, choć na ich pojawienie się w tych jeziorach wpływ ma przede wszystkim podwyższona temperatura wody. W odróżnieniu jednak od nurzańca śrubowego, który zdominował roślinność tych jezior, nie są one w nich zbyt liczne, a fauna związana z nowymi fitocenozami nie jest znacząco odmienna od dotychczasowej.

### Status ochronny
Na naturalnych siedliskach – według Czerwonej księga gatunków zagrożonych, publikowanej przez Międzynarodową Unię Ochrony Przyrody – ma status gatunku najmniejszej troski. W niektórych regionach objęty jest ochroną prawną (przykładowo we francuskich regionach Lotaryngia oraz Prowansja-Alpy-Lazurowe Wybrzeże).
W Nowej Zelandii ma status gatunku niepożądanego, objętego monitoringiem i zakazanego w handlu.

## Nazewnictwo
Nazwa rodzajowa Vallisneria została nadana na cześć włoskiego botanika Antonia Vallisneriego. Epitet gatunkowy z kolei nawiązuje do śrubowatego (potocznie: spiralnego), skręcenia szypułek kwiatów żeńskich.
Gatunek ten do niedawna nie należał do polskiej flory, więc polska nazwa rzadko bywa stosowana w publikacjach botanicznych. W fachowej literaturze akwarystycznej utrwalona jest nazwa nurzaniec śrubowy. W tekstach hobbistycznych pojawiają się też inne nazwy, które z różną częstotliwością przenikają również do publikacji naukowych i encyklopedycznych. Wśród nich nazwa rodzajowa to nurzaniec lub walisneria, a epitet gatunkowy to: śrubowy, śrubowaty lub spiralny.
W anglojęzycznej literaturze różne gatunki z rodzaju Vallisneria, w tym V. spiralis są określane jako eelgrass (dosłownie „węgorzowa trawa”) (a ten konkretny gatunek bywa określany jako spiral eelgrass), eelweed („węgorzowy chwast/wodorost”) lub tapegrass (dosłownie „taśmowata trawa”), przy czym nazwy te nie są precyzyjne i mogą odnosić się też do różnych innych tzw. traw morskich. Podobnie jest z nazwą wild celery (dosłownie „dziki seler”).

## Systematyka
Od czasu opisania przez Linneusza w Species Plantarum aż do początku XX w. do gatunku Vallisneria spiralis zaliczano wszystkich rozetkowatych przedstawicieli rodzaju, z wyodrębnianiem odmian. Następnie podjęto próby rozdzielenia ich na mniejsze gatunki (a w międzyczasie odkryto nierozetkowate gatunki włączone do rodzaju Vallisneria). W efekcie część dawnych opisów nurzańca śrubowatego może dotyczyć innych gatunków, zwłaszcza wyodrębnionych stosunkowo niedawno, jak nurzaniec amerykański (V. australis) czy nurzaniec niski (V. nana). Ponadto istnieją kontrowersje czy jedna z odmian nurzańca śrubowego V. spiralis var. denseserrulata Makino 1914 jest w istocie odmianą, czy odrębnym gatunkiem – V. natans (syn. V. denseserrulata) (do tego taksonu należą rośliny identyfikowane wcześniej jako nurzaniec śrubowy z terenu od Pakistanu, poprzez Indie po południowo-wschodnie krańce Azji). Badania morfologiczne i molekularne wykazują, że V. spiralis i V. denseserrulata są kladami siostrzanym, będącymi z kolei kladem siostrzanym z Vallisneria spinulosa. Taki klad jest z kolei siostrzany wobec pozostałych przedstawicieli rodzaju Vallisneria, łącznie z Vallisneria rubra (gatunek wyodrębniany do niedawna jako rodzaj Maidenia).

### Zmienność
Wśród wyróżnianych przez różnych autorów odmian i form znajdują się: americana, denseserrulata, jacquinii, michelii, minor, numidica, procera, pusilla, subulispatha. Części z nich, zwłaszcza w nowszych ujęciach, nadawany jest status gatunku.
Dokładne oznaczenie do gatunku może nastręczać trudności, gdyż o ile kwitnące i owocujące osobniki żeńskie są stosunkowo dobrze opisane (choć różnice morfologiczne kwiatów używane do rozróżniania gatunków są niewielkie i często trudne do zaobserwowania), o tyle osobniki męskie po uwolnieniu kwiatów i osobniki niekwitnące są bardzo trudne do rozpoznania. Dodatkowe trudności wynikają z kosmopolitycznego rozprzestrzenienia rodzaju i stosunkowo dużej zmienności morfologicznej.
W ofercie handlowej znajdują się odmiany uprawne wyselekcjonowane z nurzańca śrubowego i jego krzyżówek, takie jak:
- 'Tiger'[5] – forma barwna cechująca się liśćmi nieco krótszymi od typu i brązowoczarno, delikatnie i przerywanie kreskowanymi poprzecznie. Wymagania ma podobne jak forma typowa, jednak dla wyraźnego rozwoju prążkowania wymagane jest silne oświetlenie.
- 'Tortifolia'[5] – liście silnie skręcone o maksymalnej długości do 50 cm, brzeg liścia jest ząbkowany. W porównaniu do formy typowej ma większe wymagania cieplne i świetlne. Według niektórych źródeł przedstawiciele tej odmiany ta to w istocie przedstawiciele nurzańca amerykańskiego[35].
- 'Contortionist'[35] – liście skręcone, półprzezroczyste, o długości do 45 cm.

## Zastosowanie

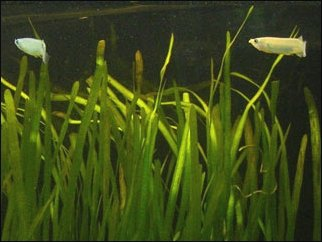
Nurzaniec śrubowy w akwarium

Roślina akwariowa stosowana zwłaszcza do zazieleniania tła i obrzeży akwarium. Uznawana za łatwą w utrzymaniu.
Ze względu na adaptację do rozwoju w środowisku zanieczyszczonym i wiązania zanieczyszczeń, gatunek zalecany jest do fitoremediacji wód słodkich ze związków chromu, fenantrenu oraz rtęci. Ponieważ jest rośliną zakorzenioną, a jego rozłogi są dogodnym siedliskiem dla organizmów peryfitonowych, nadaje się również do fitoremediacji osadów i strefy granicznej między nimi a wodą.
Wskazuje się także możliwość spożywczego i leczniczego wykorzystania liści.

### Warunki w akwarium
| Zalecane warunki w akwarium | Zalecane warunki w akwarium                                           |
| --------------------------- | --------------------------------------------------------------------- |
| Zbiornik                    | duży (min. 100 l)                                                     |
| Temperatura wody            | 15–30 °C (optymalnie 17–25 °C)                                        |
| Oświetlenie                 | silne i jasne (min. 1700 luksów), przy braku światła blednie          |
| Odczyn                      | pH 6,0–9,0                                                            |
| Hodowla                     | woda średnia do twardej (5–15 dKH), wymaga CO2 i okresowego nawożenia |
| Rozmnażanie                 | poprzez podział rozłogów                                              |

Uprawiany w akwarium nurzaniec śrubowy dorasta do 50–60 cm. Używany do obsadzania w miejscach, gdzie umożliwia ukrycie urządzeń technicznych (grzałki, rurki filtra podżwirowego, filtr gąbkowy, przewód czujnika temperatury). Najlepszy efekt otrzymuje się po obsadzeniu zbiornika większą ilością (kilka-kilkanaście sztuk).
Gatunek wymaga ciepłej wody, potrafi jednak rosnąć w zimniejszej. Do prawidłowego rozwoju wymagane jest dostarczanie roślinie dwutlenku węgla. Zbyt miękka woda hamuje jej wzrost, a najlepiej rośnie w wodzie zasobnej w węglany.
Roślina ta jest polecana m.in. do akwariów, w których hodowane są ryby z rodziny pielęgnicowatych, szczególnie z rodzajów Apistogramma, Crenicara i Nannacara pochodzących z Ameryki Południowej.

## Znaczenie w kulturze
Nurzaniec śrubowy identyfikowany bywa z częstym w kulturze mykeńskiej roślinnym motywem zdobniczym, który z czasem mógł ulec rozwinięciu w motyw palmety. Gatunkom lub formom roślin o wstęgowatych liściach bywa nadawana nazwa vallisneriifolia (dosłownie „nurzańcolistna”).